# المدرسة الكريتية

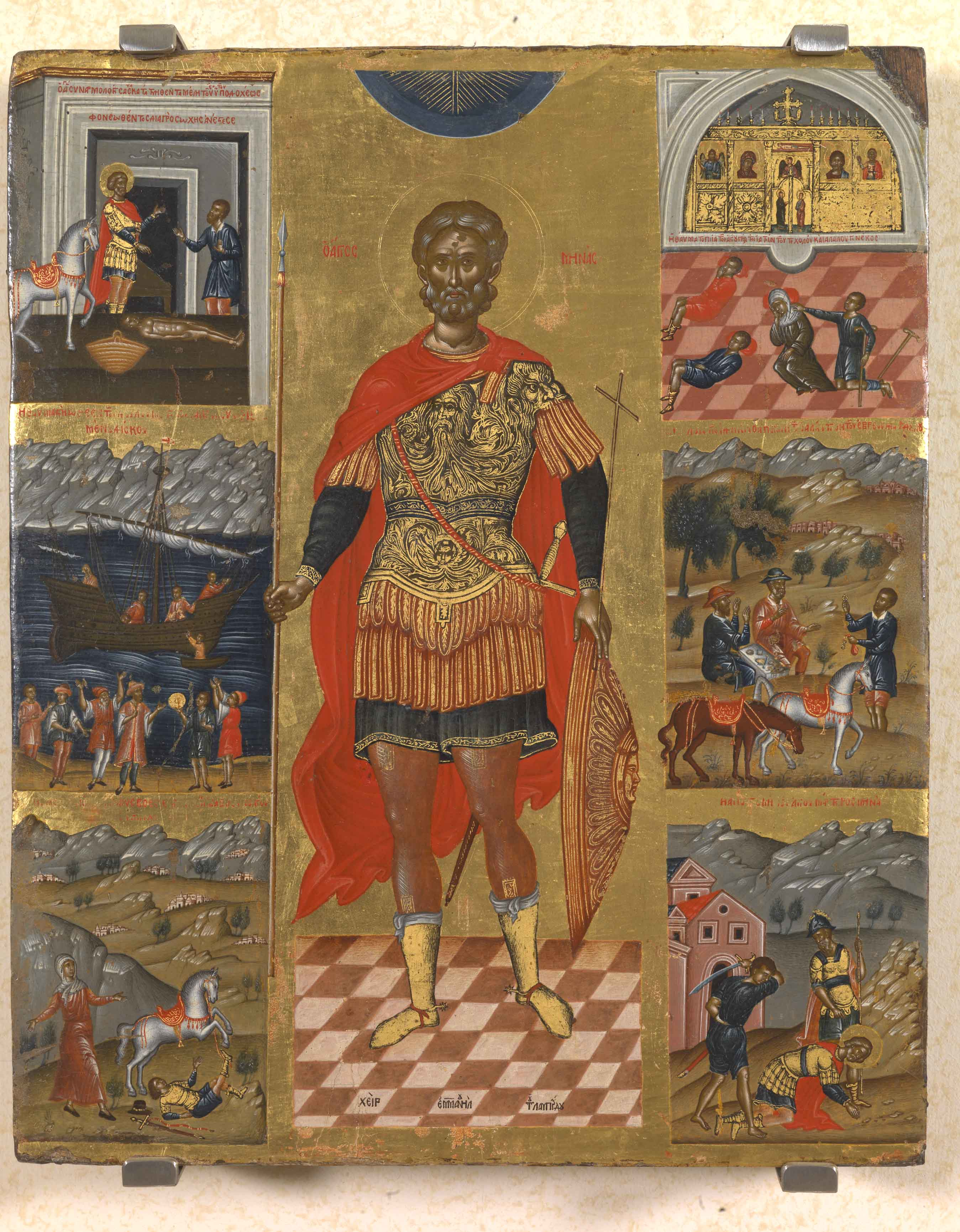
القديس مارمينا

تصف المدرسة الكريتية مدرسة مهمة لرسم الأيقونات تحت رعاية الفن ما بعد البيزنطي، الذي ازدهر بينما كانت كريت تحت حكم البندقية خلال العصور الوسطى المتأخرة، ووصل إلى ذروته بعد سقوط القسطنطينية ليصبح القوة المركزية في الفن اليوناني خلال القرون الخامسة عشر والسادسة عشر والسابعة عشر. طور الفنانون الكريتيون نمطًا معينًا من الرسم تحت تأثير التقاليد والحركات الفنية الشرقية والغربية، وكان أشهر ما أنتجته تلك المدرسة هو الرسام المعروف بإل غريكو، الذي كان الأكثر نجاحًا بين العديد من الفنانين الذين حاولوا بناء حياة مهنية في أوروبا الغربية، وكان أيضًا الفنان الذي ترك الأسلوب البيزنطي وراءه في وقت لاحق من مسيرته المهنية.

## القرن الخامس عشر

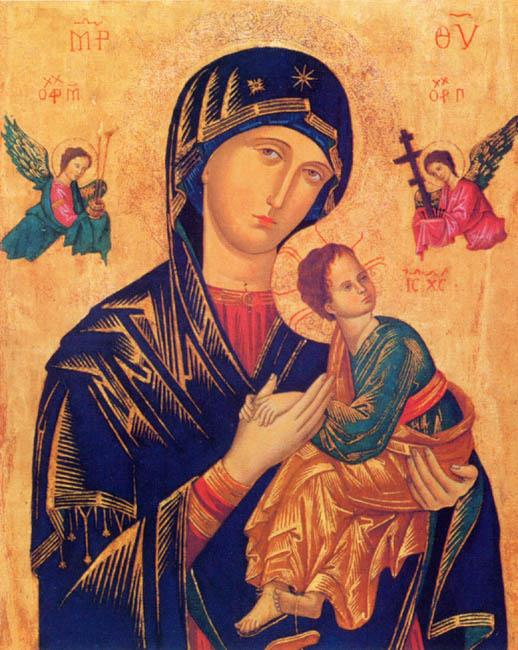
لوحة سيدتنا الراعية من الفن الكريتي.

كان هناك طلب كبير على الأيقونات البيزنطية في أوروبا طوال فترة العصور الوسطى، وكانت كريت تتمتع بأفضلية طبيعية نظرًا لكونها حيازة بندقية منذ عام 1204، ولذلك سرعان ما هيمنت على العرض. أحد الأمثلة المبكرة المحتملة هي أيقونة العذراء الشهيرة في روما والمعروفة باسم سيدة المعونة الدائمة، والتي كانت معروفة جيدًا في روما بحلول عام 1499. في هذا التاريخ لم يوجد سوى القليل لتمييز العمل الكريتي عن الأيقونات البيزنطية الأخرى من حيث الأسلوب، وأيضًا تعتبر جودة الأعمال أقل من تلك المرتبطة بالقسطنطينية.
شهدت هذه الفترة أيضًا أعدادًا كبيرة من اللوحات الجدارية في الكنائس والأديرة المحلية - ما يقرب من 850 لوحة من القرنين الرابع عشر والخامس عشر مازالت موجودة في كريت، وهو أكثر بكثير من العدد الذي نجى من الفترات السابقة أو اللاحقة.
بحلول أواخر القرن الخامس عشر، أوجد الفنانون الكريتيون نمطًا مميزًا لرسم الأيقونات، يتميز بـ«الخطوط العريضة الدقيقة، وعرض الأجساد مع طبقة دونية من اللون البني الداكن ومعالم بارزة صغيرة وكثيفة على خدي الأوجه، والألوان الزاهية في الثياب، والمعالجة الهندسية للأقمشة، وأخيرًا، الصياغة المتوازنة للتكوين»، أو بـ«الملامح الحادة، والصور الظلية الرقيقة، والأقمشة الطولية، والحركات المقيدة». أشهر الفنانين في تلك الفترة كان أندرياس ريتزوس (1421 – 1492 تقريبًا)، وكان ابنه نيكولاس معروفًا أيضًا. حتى وقت قريب، كان يُعتقد أن أنجيلوس أكوتانتوس كان أحد رسامي القرن السابع عشر المحافظين، ولكن بعد اكتشاف وصية مؤرخة عام 1436، يُعتقد أنه كان فنانًا مبتكرًا في دمج الأساليب البيزنطية والغربية، وقد بقي على قيد الحياة حتى عام 1457 تقريبًا، في الوقت الذي سُجِّلت فيه الوصية فعليًا. صُنعت الوصية تحسبًا لرحلة إلى القسطنطينية، وقد أورثت العديد من الأيقونات لمؤسسات الكنيسة، البعض كاثوليكية، ولكن المعظم أرثوذكسية، وقد حُدِّد ترتيب مخزونه من الرسومات النمطية بعناية شديدة. شمل الفناون الرائدون الآخرون أندرياس بافياس (توفي بعد عام 1504)، وتلميذه أنجيلوس بيزامانوس، وأيضًا نيكولاس تزافوريس (توفي قبل عام 1501).
حتى قبل سقوط القسطنطينية، كانت هنالك أدلة تشير إلى أن كبار الفنانين البيزنطيين كانوا يغادرون العاصمة من أجل الاستقرار في كريت. استمرت هجرة الفنانين البيزنطيين إلى كريت بشكل متزايد في السنوات المقبلة ووصلت إلى ذروتها بعد سقوط القسطنطينية في عام 1453، تزامنًا مع الفترة التي أصبحت فيها جزيرة كريت «أهم مركز للفن في العالم اليوناني»، مما أثر على التطورات الفنية في بقية العالم اليوناني. طُلِبت أيقونات كريتية من أجل الأديرة في جبل آثوس وفي أماكن أخرى. كان لدى المدرسة الكريتية منافس أصغر، حيث كان لدى رودس أيضًا مجتمعًا يضم مجموعة من الفنانين، ذلك حتى سقطت على يد الأتراك في عام 1522، ولكنه لم يكن هامًا أو كبيرًا.
تحتفظ سجلات البندقية بوثائق كثيرة حول تجارة الأيقونات الفنية بين البندقية وكريت، والتي أصبحت هائلة بحلول نهاية القرن الخامس عشر ومصاحبة لإنتاج ضخم. هنالك وثائق خاصة بطلب معين في عام 1499، يضم 700 أيقونة للعذراء، 500 من بينهم على النمط الغربي، و200 على النمط البيزنطي. قُدِّم الطلب لثلاثة فنانين من قبل اثنين من التجار، أحدهما من البندقية والآخر من اليونان الأم، وحُدِّدت الفترة بين تاريخ العقد والتسليم لتكون خمسة وأربعين يومًا فقط. على الأرجح إن جودة العديد من هذه الأيقونات المُكلَّفة كانت منخفضة إلى حد ما، وقد ابتُكِرَ مصطلح مادونيري لوصف رسامي الجملة هؤلاء، الذين مارسوا مهنتهم تلك في وقت لاحق في إيطاليا أيضًا، وغالبًا ما استخدموا أسلوبًا شبه بيزنطيًا، وغالبًا ما كانوا أفرادًا دلماسيين أو يونانيين. يبدو أن إنتاج الأيقونات على هذه المستويات أدى إلى إشباع للأسواق، كما توجد أدلة كثيرة على أن تجارة الكريت قد انخفضت بشكل كبير في العقدين التاليين، نظرًا لانخفاض الطلب الأوروبي، ولكن في نهاية الأمر، كانت الأيقونات الكريتية آنذاك هي الأفضل في الأسواق في العالم البيزنطي.

## القرن السادس عشر
من الممكن توثيق عمل نحو 120 فنانًا في كاندية (الاسم البندقي لخانداكس، وإيراكليو في الوقت الحاضر) في الفترة من 1453 - 1526، وقد نظموا نقابة للفنانين تمثلت في سكولا دي سان لوكا (مدرسة سان لوكا)، بناءً على النموذج الإيطالي. أدى المزج بين التقاليد الشرقية والغربية، والتبادل المريح بين الطقوس اليونانية الأرثوذكسية والرومانية الكاثوليكية إلى «عصر النهضة الكريتي»، فترة ذهبية للفنون على الجزيرة، حيث ازدهر كل من الأدب والرسم. اختار بعض هؤلاء الرسامين مواصلة التقليد البيزنطي للقسطنطينية، بينما تأثر آخرون بمعلمي عصر نهضة البندقية، مثل جوفاني بيليني وتيتيان. في وقت لاحق، كان من شأن باولو فيرونيس أن يكون مصدر تأثير خاص. تواجدت أعمال أو نسخ هؤلاء المعلمين في أديرة وكنائس الجزيرة، في حين أن أمثلة للرسم الهولندي المبكر زينت الكنائس الكاثوليكية في كاندية أو كانت موجودة ضمن مجموعات خاصة امتلكها البندقيون واليونانيون الأثرياء. على وجه الخصوص، احتوت كاندية على كنيسة فرانسيسكانية كبيرة ودير أرثوذكسي كبير، وهو البيت الابنة لدير القدّيسة كاترين، وكلاهما كان لهما مجموعات مميزة من تقاليدهما الخاصة.
تشير الوثائق المعاصرة إلى أسلوبين في الرسم: المانييرا جريكا (آلا جريكا، تماشيًا مع المصطلح البيزنطي، ويعني الأسلوب أو النمط اليوناني)، والمانييرا لاتينا (آلا لاتينا، وفقا للتقنيات الغربية، ويعني الأسلوب أو النمط اللاتيني). عرف الفنانون واستفادوا من الأسلوبين وفقًا للظروف، ونتيجة لذلك ظهر نوع من «التركيبية». في بعض الأحيان، يمكن العثور على كلا الأسلوبين في نفس الأيقونة، أسلوب مباشرة إلى جانب الأسلوب الآخر. تنتشر شهرة أشهر الرسامين الكريتيين في جميع أنحاء اليونان والبحر الأبيض المتوسط وأوروبا. بعد بداية القرن السادس عشر، كان لدى الفنانين الكريتيين المزيد من التكليفات، وسعى الكثيرون بحماس للحصول على أعمالهم، حيث بدأ الفنانون في استخدام الدوافع الجديدة وفي تعديل أيقوناتهم تماشيًا مع الاتجاهات الجديدة لعصرهم. ربما استُبدِل الكم بالجودة إلى حد ما في هذه الفترة مقارنة بالقرن السابق.

### فنانو القرن السادس عشر
بعيدًا عن إل غريكو، أشهر الفنانين الكريتيين خلال هذا القرن هم ثيوفانيس ستريلتزس، والمعروف باسم ثيوفانيس الكريتي، ومايكل دامسكينوس، وجورجيوس كلونتزاس، كما كان العديد من أفراد عائلة لامباردو فنانين بارزين. لحسن الحظ بالنسبة لمؤرخي الفن، اتبع العديد من الرسامين الكريتيين ممارسة التوقيع على أعمالهم، حيث لم يكن التوقيع على الأعمال الفنية ممارسة بيزنطية تقليدية، وعلى الأرجح إنهم بدأوها في وقت أبكر من الرسامين الغربيين.
كان ثيوفانيس الكريتي فنانًا كريتيًا محافظًا نسبيًا، وأول أعماله المؤرخة تعود إلى عام 1527، وقد أكمل جميع أعماله المعروفة في البر الرئيسي أو في الجزر الأصغر. لقد كان الرسام الجداري اليوناني الأكثر أهمية في عصره، حيث كان يضم بعض العناصر الأيقونية والنمطية الغربية، في حين ظل في جوهره بيزنطي الروح.
تشكلت الشخصية الفكرية والفنية لإل غريكو الشاب في هذه البيئة الفنية. في عام 1563، في سن الثانية والعشرين، وُصف إل غريكو في وثيقة على أنه «معلم» («مايسترو دومينيجو»)، ما يعني أنه كان بالفعل معلمًا مسجلًا في النقابة الفنية المحلية، ويفترض أنه كان مسؤولًا عن ورشة العمل الخاصة به. غادر إل غريكو إلى البندقية بعد بضع سنوات، ولم يعد أبدًا إلى جزيرة كريت. من المحتمل أن لوحته المعروفة برقاد العذراء، التي صُنعت قبل عام 1567 بالتمبرا والذهب على لوحة (61,4 × 45 سم، في الكاتدرائية المقدسة لرقاد العذراء، في مدينة هرموبوليس بجزيرة سيروس) قد اكتملت بالقرب من نهاية فترة إل غريكو الكريتية. تجمع اللوحة بين العناصر الأسلوبية والأيقونية التكلفية الإيطالية وما بعد البيزنطية، وتتضمن عناصر أسلوبية للمدرسة الكريتية.
خلال النصف الثاني من القرن السادس عشر، ذهب العديد من الفنانين الكريتيين إلى البندقية، على أمل الحصول على العمولات والتقدير. على عكس إل غريكو، لم يغير الرسامون الكريتيون الآخرون الذين انتقلوا إلى هناك أساليبهم أو طرق عملهم، بل قاموا ببساطة بدمج المزيد من الزخارف الإيطالية في إطار بيزنطي ثابت. يقدم جوناثان براون تحليلًا إدراكيًا للطرق التي ميزت إل غريكو عن غيره من الفنانين الكريتيين النشطين في البندقية، بينما يقول ريتشارد مان: «لم يقبل أي من هؤلاء الرسامين أفكار عصر النهضة حول أهمية التغيير في إطار خلق الأعمال الفنية». عاد مايكل دمسكينوس إلى جزيرة كريت بعد ثلاث سنوات، وبقي هناك لبقية حياته.

## القرن السابع عشر

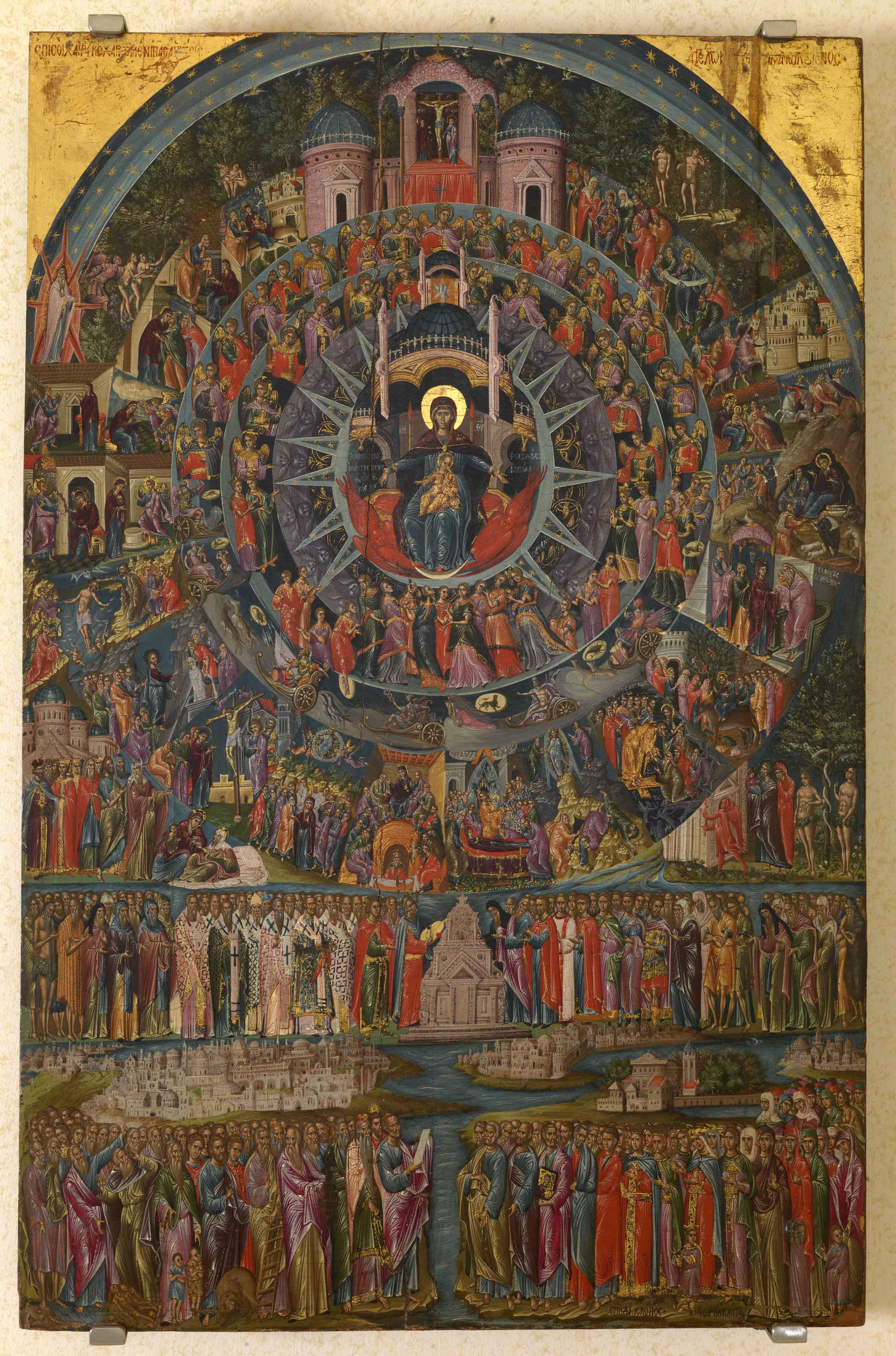
أيقونات اليونان من القرن السادس عشر، متحف الأيقونات

كان ممثلو المدرسة الكريتية البارزين خلال القرن السابع عشر هم الأب إيمانويل تزانيس (1610 – 1690)، وإيمانويل لامباردو، وتيودوروس بولاكيس (1622 – 1692). استمر رسامو الأيقونات الكريتيين في الازدهار حتى منتصف القرن، عندما احتل الأتراك العثمانيين كل الجزيرة باستثناء كاندية، والتي سقطت أخيرًا بعد عشرين عامًا من الحصار في عام 1669. بعد الاحتلال العثماني لكريت، انتقل مركز الرسم اليوناني إلى الجزر الأيونية، التي ظلت تحت حكم البندقية حتى قيام الحروب النابليونية. تأسست حركة فنية جديدة عُرفت بمدرسة الرسم الهيبتاني، والتي تأثرت في الغالب بالاتجاهات الفنية الأوروبية الغربية. هاجر العديد من الفنانين الكريتيين إلى الجزر الهيبتانية أو أوروبا الغربية للتمتع بالحرية الفنية. الاحتلال المتتالي للجزر الأيونية من قبل الفرنسيين والبريطانيين سمح للجزر الهيبتانية أن تبقى مركز الفن اليوناني حتى استقلال اليونان في عام 1830.

## معرض صور

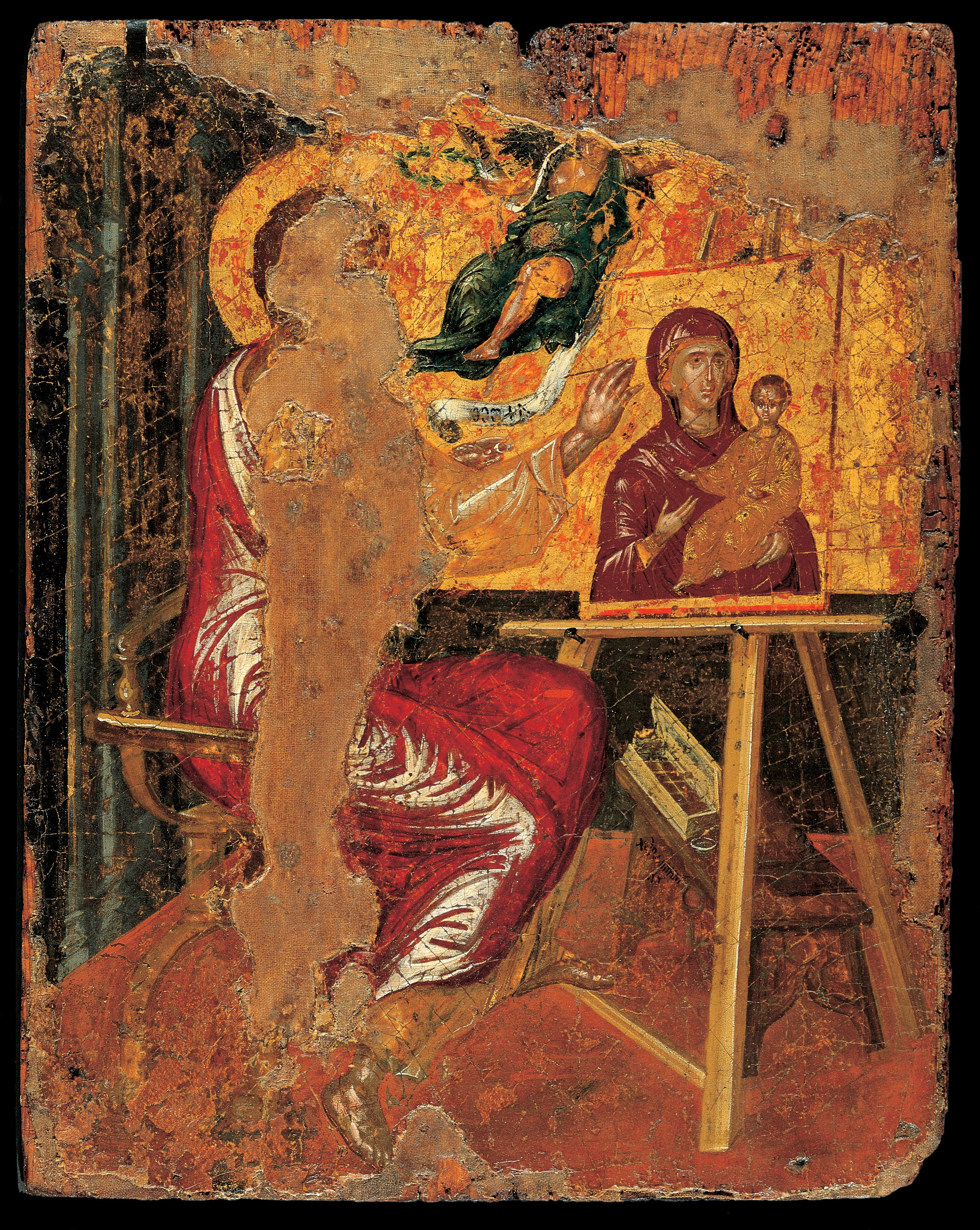
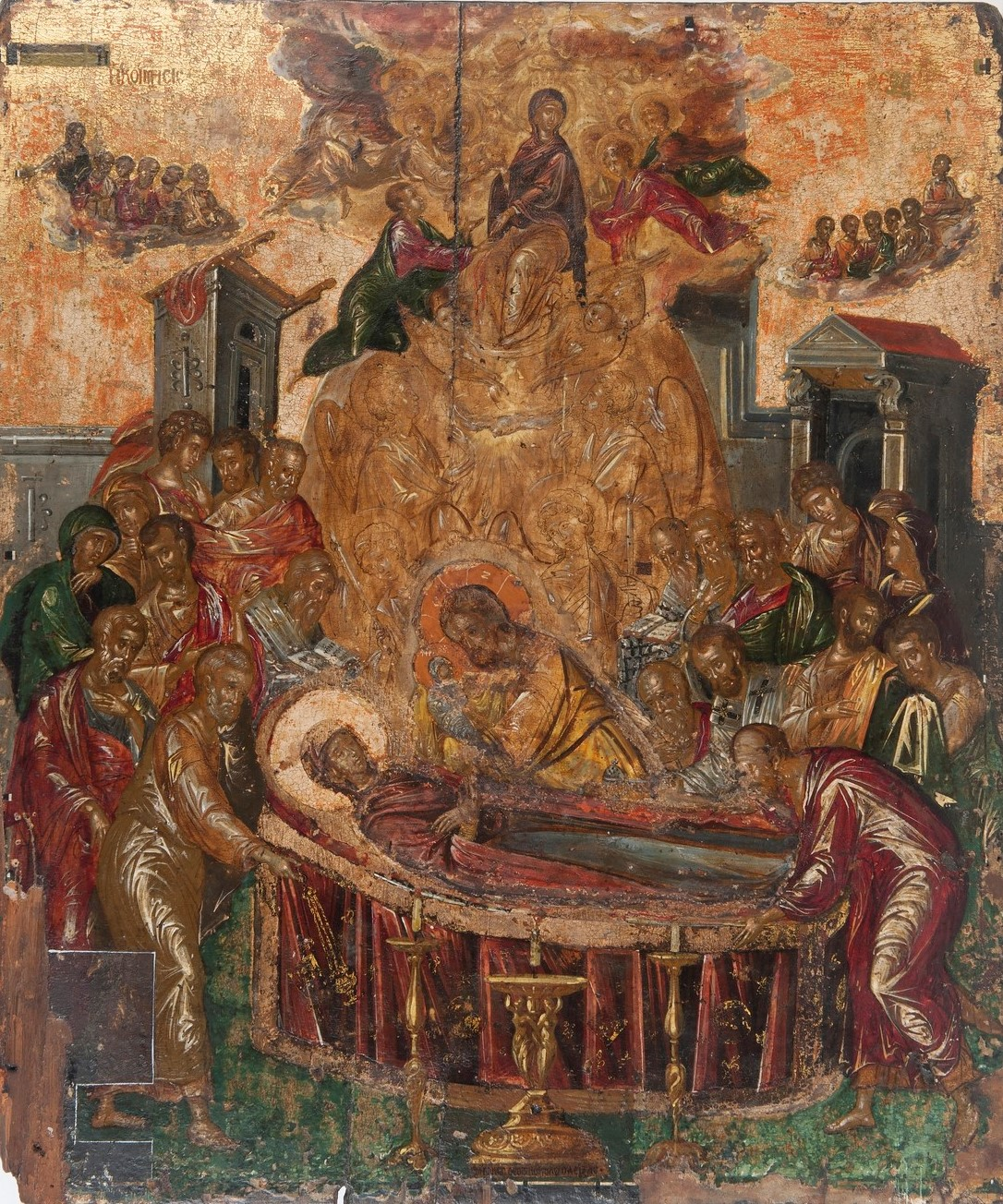
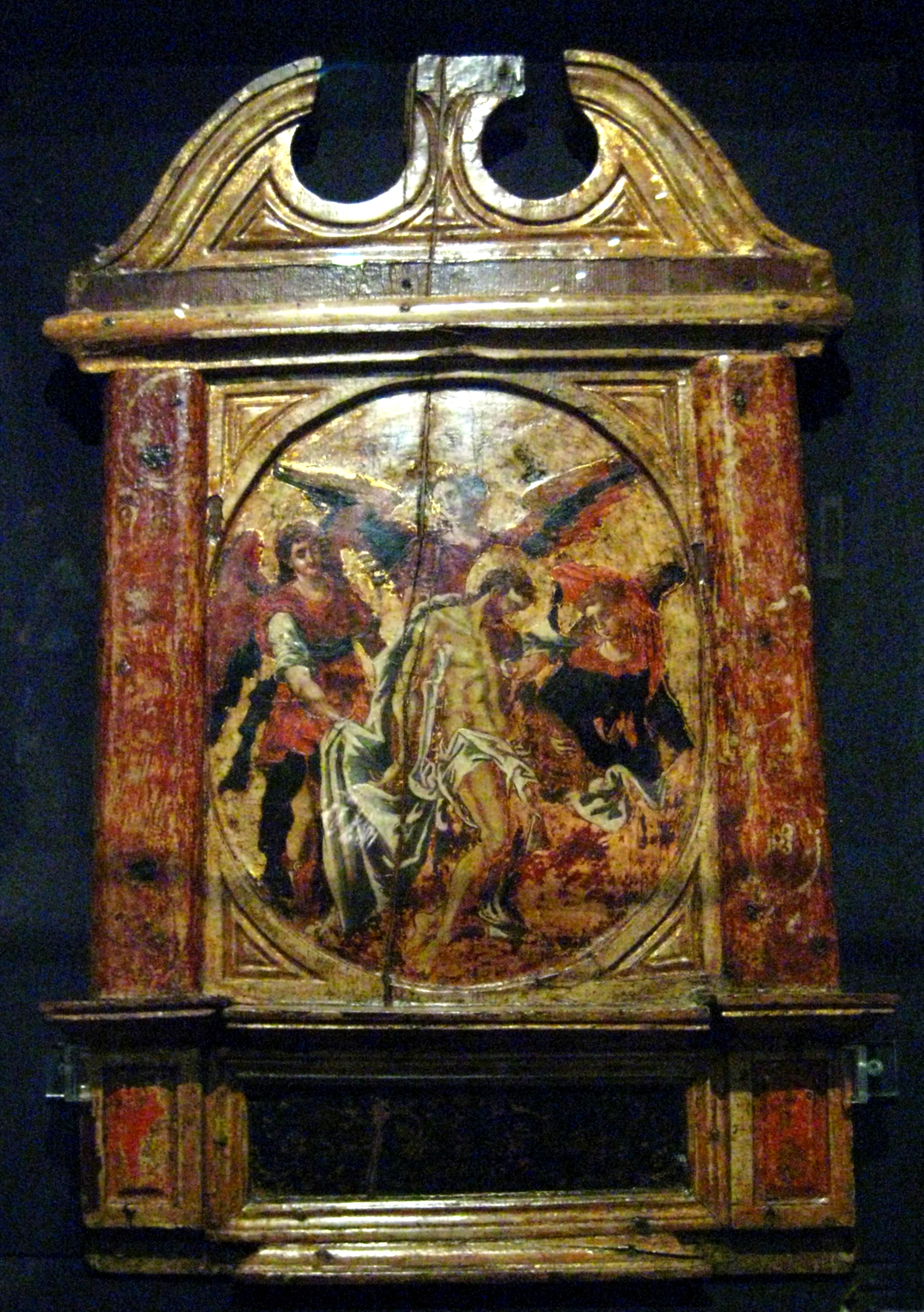